# Rezoluția (Star Trek: Generația următoare)
„Rezoluția” (titlu original: „Half a Life”) este al 22-lea episod din al patrulea sezon al serialului TV american științifico-fantastic Star Trek: Generația următoare și al 96-lea episod în total. A avut premiera la 6 mai 1991.
Episodul a fost regizat de Les Landau după un scenariu de Peter Allan Fields, bazat pe o poveste de Fields și Ted Roberts. Invitat special este David Ogden Stiers în rolul lui Timicin.

## Prezentare
Lwaxana Troi își găsește în sfârșit marea dragoste, dar descoperă că iubitul său trebuie să se supună unei sinucinderi ritualistice. 

## Actori ocazionali
- Majel Barrett - Lwaxana Troi
- Michelle Forbes - Dara
- Terrence E. McNally - B'Tardat
- Colm Meaney - Chief Miles O'Brien
- David Ogden Stiers - Timicin
- Carel Struycken - Mr. Homn[4]